# Marciano Rengifo
Marciano Segundo Rengifo Ruiz (Bellavista, 25 de septiembre de 1934) es un militar en retiro y político peruano. Fue ministro de Defensa del Perú durante el gobierno de Alejandro Toledo, desde el 16 de agosto del 2005 hasta el 28 de julio del 2006, y congresista de la república por la región San Martín en dos periodos consecutivos.

## Biografía
Nació en la ciudad de Bellavista, ubicado en el departamento de San Martín, el 25 de septiembre de 1934.
Estudió en el departamento de San Martín y luego viajaría a Lima para estudiar primero en el Colegio Nacional de Nuestra Señora de Guadalupe y luego en el Colegio Militar Leoncio Prado, perteneciendo a la VII promoción. Luego seguiría su formación militar en la Escuela Militar de Chorrillos, graduándose en la Séptima Promoción llamada "José Joaquín Inclán" el 1 de enero de 1957. Luego seguiría su carrera militar en Francia.
Durante el segundo gobierno de Fernando Belaúnde Terry, en 1982, fue subdirector de Contrainteligencia del Ejército del Perú. De 1983 a 1986 fue secretario general de la Comandancia General del Ejército. En Moquegua fue general de la Tercera División. Ya en el primer gobierno de Alan García, en 1988 se desempeñó como comandante general de la Cuarta Región Militar. En 1990 fue jefe del Estado Mayor de las Fuerzas armadas del Perú.

## Carrera política
En 1994 fundó el partido Perú Posible junto con Alejandro Toledo, siendo uno de los autores del Estatuto de dicho partido. Luego en las elecciones parlamentarias de 1995, Rengifo postuló al Congreso de la República con el número 3 de la lista de CODE-País Posible. Sin embargo, no resultó elegido.

### Congresista de la República
En el año 2000, Rengifo volvió a postular al Congreso de la República por Perú Posible en las elecciones parlamentarias y finalmente fue elegido como congresista, con 19,036 votos, para el periodo parlamentario 2000-2005.
Dentro de su gestión parlamentaria, fue opositor al gobierno de Alberto Fujimori y participó en la Marcha de los Cuatro Suyos encabezada por Alejandro Toledo. Su cargo fue reducido hasta julio del 2001 tras la vacancia presidencial contra Alberto Fujimori por su fuga a Tokio tras la difusión de los Vladivideos.
Fue reelegido en las elecciones del 2001, representando al Departamento de San Martín, para el periodo 2001-2006.
Ejerció como presidente de la Comisión de Defensa Nacional y miembro de diversas comisiones. Fue también elegido como primer vicepresidente de la Mesa Directiva del Congreso bajo la presidencia de Henry Pease en 2003.

### Ministro de Defensa
El 16 de agosto del 2005, Rengifo fue nombrado como ministro de Defensa por el presidente Alejandro Toledo en su nuevo gabinete ministerial presidido por Pedro Pablo Kuczynski.
En su gestión ministerial apoyó el asfaltado de dos kilómetros de la carretera Marginal Sur desde la Banda de Shilcayo, hasta Puerto Palmeras. También se caracterizó por la lucha contra el tráfico ilegal de armas.
Permaneció en el cargo hasta el final del gobierno el 28 de julio del 2006, donde fue sucedido en el cargo por Allan Wagner.
En las elecciones del 2011 postuló nuevamente al Congreso de la República por la lista de Lima Metropolitana de la Alianza Perú Posible, sin embargo, no tuvo éxito.